# Padre della Camera (Regno Unito)
Il padre della Camera è il titolo non ufficiale attribuito al membro della Camera dei comuni con più anni di servizio continuo in Parlamento. Se due membri sono entrati in parlamento con le stesse elezioni generali, quello che è stato confermato prima, secondo Hansard, è il detentore del titolo. Oggi, il padre della Camera non è necessariamente il membro più anziano di età.
L'unica funzione del padre della Camera è quella di presiedere all'elezione dello speaker, a patto che non sia un ministro della Corona.

## Storia
Risulta che il titolo sia stato usato già nel XVIII secolo, ma potrebbe essere esistito anche precedentemente con denominazioni e significati differenti, tra cui:
- il membro con l'età più avanzata;
- il membro entrato nella Camera più tempo addietro;
- il membro con più anni di servizio complessivi;
- il membro con più anni di servizio ininterrotti.

L'ultimo è il significato moderno.
Il ruolo di padre della Camera divenne utile a partire dal 1971, quando una commissione gli assegnò la presidenza di assemblea durante l'elezione dello speaker. Prima di questa data, il segretario della Camera diveniva vice speaker ma, non essendo membro del Parlamento, per dare la parola puntava con il dito, silenziosamente, la persona a cui concedeva di parlare.
Durante il Novecento, varie figure illustri ottennero il titolo: quattro ex primi ministri, uno in carica, Sir Henry Campbell-Bannerman, vari membri del gabinetto e molti consiglieri privati.
Non vi è ancora stata una donna a ricoprire il titolo, che diverrebbe quindi "madre della Camera". Comunque, Harriet Harman, il precedente membro femminile della Camera dei comuni chi ha servito per il più lungo periodo di tempo, ha usato questo titolo dal 2015 al 2024.

## Funzioni
Il padre della Camera non ha una funzione definita, ma nel caso non sia un ministro della Corona acquisisce una funzione, definita dagli Standing Orders of the House of Commons. Al comma 1.1, il documento recita che:
(Standing Orders of the House of Commons - Public Business 2013, subsection 1.(1))
Solitamente, questo membro coincide con il padre della Camera, che quindi esercita il vicariato dello speaker solamente durante le sue elezioni, che solitamente durano meno di un giorno. Durante questo periodo assume tutti i poteri dello speaker.

## Affini
Nella Camera dei comuni esiste anche un altro titolo, informale, il "bambino della Camera" (in inglese Baby of the House), detenuto dal membro del Parlamento più giovane. Questo sistema non si basa quindi sull'anzianità di servizio come per il padre della Camera, bensì sull'età.
Nella Camera dei lord non esiste un titolo corrispondente. Infatti Bertram Bowyer è un pari dal 9 dicembre 1949, quindi con più anni di servizio di ogni padre della Camera fino ad oggi, ma non detiene alcun titolo affine.

## Cronotassi

### Padri della Camera del Regno Unito
Il seguente elenco comprende nomi, ritratti (se presenti e disponibili), "mandati" (dall'anno d'investitura del titolo, non ufficiale, all'anno della cessazione di appartenenza alla Camera), partiti politici e collegi elettorali dei padri della Camera, a partire dal 1899, anno in cui il primo padre della Camera "moderno" divenne tale, presiedendo alla sua prima elezione dello speaker, fino ad oggi.
| Nome | Nome                                | Nome                                       | Ingresso in Parlamento            | Periodo      | Partito                                                                                        | Collegio |
| ---- | ----------------------------------- | ------------------------------------------ | --------------------------------- | ------------ | ---------------------------------------------------------------------------------------------- | --- |
|      |                                     | William Bramston Beach (1826-1901)         | 1857                              | 1899-1901†   | Conservatore                                                                                   | North Hampshire (1857–1885) Andover (1885–1901)                                                              |
|      | Sir Michael Hicks Beach (1837-1916) | 1864                                       | 1901-1906                         | Conservatore | Gloucestershire East (1864–1885) Bristol West (1885–1906)                                      | |
|      | George Finch (1835-1907)            | 1867                                       | 1906-1907†                        | Conservatore | Rutland                                                                                        | |
|      |                                     | Sir Henry Campbell-Bannerman (1836-1908)   | 1868                              | 1907-1908†   | Liberale                                                                                       | Stirling Burghs                                                                                              |
|      |                                     | Sir John Kennaway (1837-1919)              | 1870                              | 1908-1910    | Conservatore                                                                                   | East Devon (1870–1885) Honiton (1885–1910)                                                                   |
|      |                                     | Thomas Burt (1837-1922)                    | 1874                              | 1910-1918    | Liberale                                                                                       | Morpeth |
|      |                                     | Thomas Power O'Connor (1848-1929)          | 1880                              | 1918-1929†   | Partito Parlamentare Irlandese                                                                 | Galway Borough (1880–1885) Liverpool Scotland (1885–1929)                                                    |
|      |                                     | David Lloyd George (1863-1945)             | 1890                              | 1929-1945†   | Liberale                                                                                       | Caernarvon Boroughs                                                                                          |
|      |                                     | Edward Turnour Conte Winterton (1883-1962) | 1904                              | 1945-1951    | Conservatore                                                                                   | Horsham (1904–1918) (1945–1951) Horsham and Worthing (1918–1945)                                             |
|      |                                     | Sir Hugh O'Neill (1883-1982)               | 1915                              | 1951-1952    | Partito Unionista dell'Ulster                                                                  | Mid Antrim (1915–1922) Antrim (1922–1950) North Antrim (1950–1952)                                           |
|      |                                     | David Grenfell (1881-1968)                 | 1922                              | 1952-1959    | Laburista                                                                                      | Gower |
|      |                                     | Sir Winston Churchill (1874-1965)          | 1900 ininterrottamente dal 1924   | 1959-1964    | Conservatore                                                                                   | Oldham (1900–1904)                                                                                           |
|      | Liberale                            | Sir Winston Churchill (1874-1965)          | 1900 ininterrottamente dal 1924   | 1959-1964    | Oldham (1904–1906) Manchester North West (1906–1908) Dundee (1908–1922)                        | |
|      | Conservatore                        | Sir Winston Churchill (1874-1965)          | 1900 ininterrottamente dal 1924   | 1959-1964    | Epping (1924–1945) Woodford (1945–64)                                                          | |
|      | Rab Butler (1902-1982)              | 1929                                       | 1964-1965                         | Conservatore | Saffron Walden                                                                                 | |
|      | Sir Robin Turton (1903-1994)        | 1929                                       | 1965-1974                         | Conservatore | Thirsk and Malton                                                                              | |
|      |                                     | George Strauss (1901-1993)                 | (1929) ininterrottamente dal 1934 | 1974-1979    | Laburista                                                                                      | Lambeth North (1929–1931) (1934–1950) Vauxhall (1950–1979)                                                   |
|      | John Parker (1906-1987)             | 1935                                       | 1979-1983                         | Laburista    | Romford (1935–1945) Dagenham (1945–1983)                                                       | |
|      | James Callaghan (1912-2005)         | 1945                                       | 1983-1987                         | Laburista    | Cardiff South (1945–1950) Cardiff South East (1950–1983) Cardiff South and Penarth (1983–1987) | |
|      |                                     | Sir Bernard Braine (1914-2000)             | 1950                              | 1987-1992    | Conservatore                                                                                   | Billericay (1950–1955) South East Essex (1955–1983) Castle Point (1983–1992)                                 |
|      | Sir Edward Heath (1916-2005)        | 1950                                       | 1992-2001                         | Conservatore | Bexley (1950–1974) Sidcup (1974–1983) Old Bexley and Sidcup (1983–2001)                        | |
|      |                                     | Sir Tam Dalyell (1932-2017)                | 1962                              | 2001-2005    | Laburista                                                                                      | West Lothian (1962–1983) Linlithgow (1983–2005)                                                              |
|      | Alan Williams (1930-2014)           | 1964                                       | 2005-2010                         | Laburista    | Swansea West                                                                                   | |
|      |                                     | Sir Peter Tapsell (1930-2018)              | (1959) ininterrottamente dal 1966 | 2010-2015    | Conservatore                                                                                   | Nottingham West (1959–1964) Horncastle (1966–1983) East Lindsey (1983–1997) Louth and Horncastle (1997–2015) |
|      |                                     | Sir Gerald Kaufman (1930-2017)             | 1970                              | 2015-2017†   | Laburista                                                                                      | Manchester Ardwick (1970–1983) Manchester Gorton (1983–2017)                                                 |
|      |                                     | Kenneth Clarke (1940)                      | 1970                              | 2017-2019    | Conservatore (1970–2019)                                                                       | Rushcliffe                                                                                                   |
|      | Indipendente (2019)                 | Kenneth Clarke (1940)                      | 1970                              | 2017-2019    |                                                                                                | Rushcliffe                                                                                                   |
|      |                                     | Sir Peter Bottomley (1944)                 | 1975                              | 2019-2024    | Conservatore                                                                                   | Woolwich West (1975–1983) Eltham (1983–1997) Worthing West (1997–presente)                                   |
|      | Sir Edward Leigh (1950)             | 1983                                       | 2024-presente                     | Conservatore | Gainsborough and Horncastle (1983-1997) Gainsborough (1997–presente)                           | |